# Fjaltring Sogn
Fjaltring Sogn er et sogn i Lemvig Provsti (Viborg Stift).
I 1800-tallet var Trans Sogn anneks til Fjaltring Sogn. Begge sogne hørte til Vandfuld Herred i Ringkøbing Amt. Fjaltring-Trans sognekommune blev ved kommunalreformen i 1970 indlemmet i Lemvig Kommune.
I Fjaltring Sogn ligger Fjaltring Kirke.
I sognet findes følgende autoriserede stednavne:
- Fjaltring (bebyggelse)
- Høvsøre (areal, bebyggelse)
- Klostergård (bebyggelse)
- Kærsgård (bebyggelse)
- Lapholm (bebyggelse)
- Lisby (bebyggelse)
- Musholm (bebyggelse)
- Mårupgård (bebyggelse)
- Nørby (bebyggelse)
- Ottedal (bebyggelse)
- Ruby (bebyggelse)
- Vibshede (bebyggelse)